# Вашингтон (округ, Пенсільванія)
Шаблон:StateAbbr_ 40°11′ пн. ш. 80°15′ зх. д. / 40.19° пн. ш. 80.25° зх. д.
Округ Вашингтон (англ. Washington County) — округ (графство) у штаті Пенсільванія, США. Ідентифікатор округу 42125.

## Історія
Округ утворений 1781 року.

## Демографія
За даними перепису
2000 року
загальне населення округу становило 202897 осіб, зокрема міського населення було 128462, а сільського — 74435.
Серед мешканців округу чоловіків було 97446, а жінок — 105451. В окрузі було 81130 домогосподарств, 56052 родин, які мешкали в 87267 будинках.
Середній розмір родини становив 2,96.
Віковий розподіл населення поданий у таблиці:
| Стать    | До 15 років | 15-21 | 22-29 | 30-39 | 40-49 | 50-65 | 65-85 | Понад 85 |
| -------- | ----------- | ----- | ----- | ----- | ----- | ----- | ----- | -------- |
| Чоловіки | 19012       | 9096  | 8182  | 13474 | 16255 | 16864 | 13342 | 1221     |
| Жінки    | 18103       | 8463  | 8305  | 14217 | 16677 | 17926 | 18730 | 3030     |

## Виноски
1. ↑  U.S. Decennial Census. United States Census Bureau. Архів оригіналу за 26 квітня 2015. Процитовано 11 березня 2015.
2. ↑  Historical Census Browser. University of Virginia Library. Архів оригіналу за 11 серпня 2012. Процитовано 11 березня 2015.
3. ↑  Forstall, Richard L., ред. (24 березня 1995). Population of Counties by Decennial Census: 1900 to 1990. United States Census Bureau. Архів оригіналу за 20 березня 2015. Процитовано 11 березня 2015.
4. ↑  Census 2000 PHC-T-4. Ranking Tables for Counties: 1990 and 2000 (PDF). United States Census Bureau. 2 квітня 2001. Архів оригіналу (PDF) за 18 грудня 2014. Процитовано 11 березня 2015.
5. ↑  State & County QuickFacts. United States Census Bureau. Архів оригіналу за 22 липня 2011. Процитовано 22 листопада 2013.(англ.) Наведено за англійською вікіпедією.
6. ↑  American FactFinder. Бюро перепису населення США. Архів оригіналу за 26 лютого 2012. Процитовано 31 січня 2008.

| США | Це незавершена стаття з географії США. Ви можете допомогти проєкту, виправивши або дописавши її. |